# Singleboardcomputer

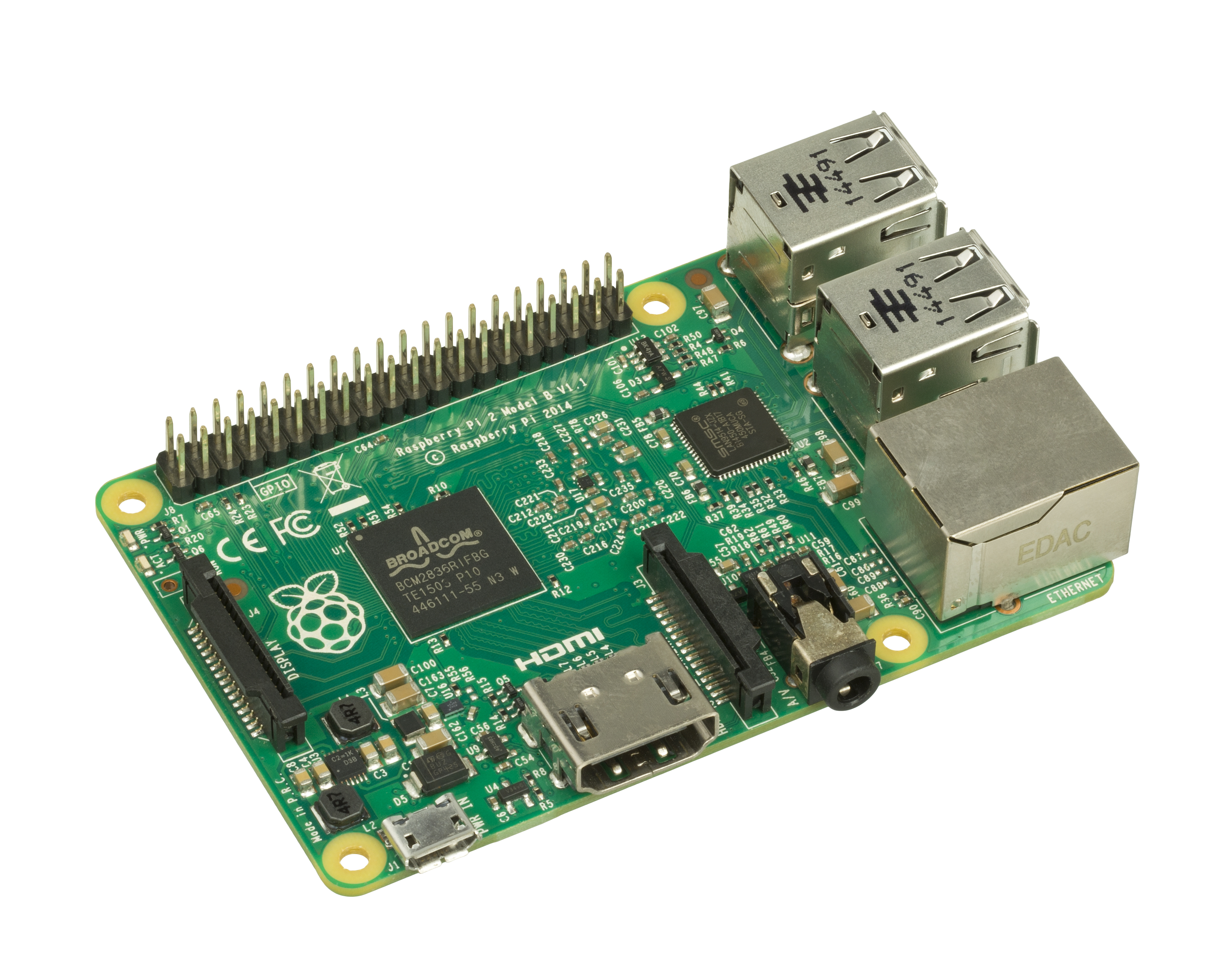
Een bekend voorbeeld van een SBC is de Raspberry Pi.

Een singleboardcomputer (SBC) is een complete computer gebouwd op een enkele printplaat, met een microprocessor, geheugen, input/output en andere onderdelen die nodig zijn voor een functionele computer.
Singleboardcomputers zijn gemaakt als demonstratie- of ontwikkelsystemen, voor educatieve doeleinden, of voor het gebruik als geïntegreerd systeem. Ook veel typen homecomputers en draagbare computers integreren alle functies op een enkele printplaat.
Een computer-on-module is een SBC die is ontworpen om te worden ingeplugd in een hoofdsysteem of backplane als systeemuitbreiding.

## Geschiedenis
De eerste singleboardcomputer uit 1976, genaamd de "dyna-micro", was gebaseerd op een Intel C8080A. Dit is een 8 bit microprocessor met een EPROM van 256 bytes. Toen pc's populair werden in de jaren 80 en 90 van de twintigste eeuw verdween de SBC. De belangrijkste componenten werden geassembleerd op een moederbord en aanvullende apparaten, zoals seriële poorten, een schijfbesturingseenheid en grafische processors, kwamen als insteekkaarten beschikbaar. Moderne computers hebben steeds meer geïntegreerde onderdelen gekregen op het moederbord, zoals Seriële ATA, ethernet en USB. Deze moederborden kunnen daarom ook in losse zin als singleboardcomputer worden beschouwd.
Singleboardcomputers werden mogelijk door de hoge dichtheid van geïntegreerde schakelingen. Door het samenvoegen van alle losse onderdelen op een enkel bord kunnen de kosten laag worden gehouden.
Rond 2004 ontwikkelde een team van techneuten in Italië een compact, goedkoop en eenvoudig te gebruiken bord waarmee mensen een microcontroller konden gebruiken voor hun projecten. Dit was het begin van het Arduino-platform. De Arduino werd in korte tijd populair en was een opstap voor andere techneuten. De prijzen van microprocessors en system-on-a-chips kelderde dankzij het succes van diverse commerciële platforms.
Een groep van de Universiteit van Cambridge bracht in 2006 een goedkope singleboardcomputer uit voor $35, genaamd de Raspberry Pi. In eerste instantie was deze ontworpen als leermiddel om te programmeren, maar werd door de hoge adoptie een zeer populaire singleboardcomputer.
Anno 2017 zijn er singleboardcomputers in verschillende uitvoeringen. Deze hebben vaak een grafische chip aan boord en bevatten een x86- of ARM-gebaseerde processor. Deze SBC's worden vaak geïnstalleerd met een op Linux-gebaseerd besturingssysteem, zoals Debian, Fedora, Raspbian, maar ook FreeBSD en Windows CE. Voorbeelden hiervan zijn de Raspberry Pi, Banana Pi, Intel Galileo en Asus Tinker Board.

## Toepassingen

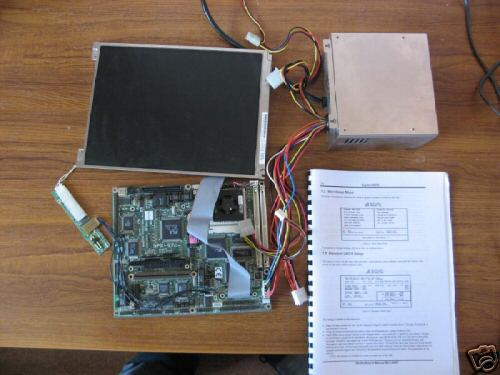
Een SBC met voeding en flatscreen.

Singleboardcomputers worden doorgaans gebruikt in industriele omgevingen waar ze hun toepassing vinden als procesbesturing of integratie met andere apparaten voor besturing en interface, maar zijn ook terug te vinden in commerciële- en consumenten-apparatuur. Vanwege de hoge integratie en lage aantal componenten zijn SBC's vaak kleiner, lichter en energiezuiniger dan vergelijkbare multiboardcomputers.
Enkele voorbeelden van een toepassing waarbij een moderne singleboardcomputer wordt gebruikt is als weerstation, muziekstreaming, mediacenter, thin client, besturing voor een quadcopter, radiozender, of als bitcoin-mining hardware.
Singleboardcomputers kunnen voor verschillende toepassingen gebruikt worden, maar zijn oorspronkelijk bedoeld voor specifiek gebruik.

## Principes
Ondanks dat er verschillende toepassingen en uiterlijke vormen mogelijk zijn, de drie principes van een singleboardcomputer zijn: microprocessors, geheugen en invoer/uitvoer.